# Frank Klimkovski
Frank Klimkovski (...) è un ex cestista e allenatore di pallacanestro statunitense.
Ha allenato Rieti in Serie A1 e Coppa Korać.

## Palmarès

### Allenatore
- Campionati svizzeri: 2

Fribourg Olympic: 1977-78, 1978-79
- Coppa di Svizzera: 1

Fribourg Olympic: 1977-78